# Dompierre-les-Ormes
Dompierre-les-Ormes is een gemeente in het Franse departement Saône-et-Loire (regio Bourgogne-Franche-Comté). De plaats maakt deel uit van het arrondissement Mâcon. Dompierre-les-Ormes telde op 1 januari 2022 883 inwoners.

## Geografie
De oppervlakte van Dompierre-les-Ormes bedroeg op 1 januari 2022 30,23 vierkante kilometer; de bevolkingsdichtheid was toen 29,2 inwoners per km².

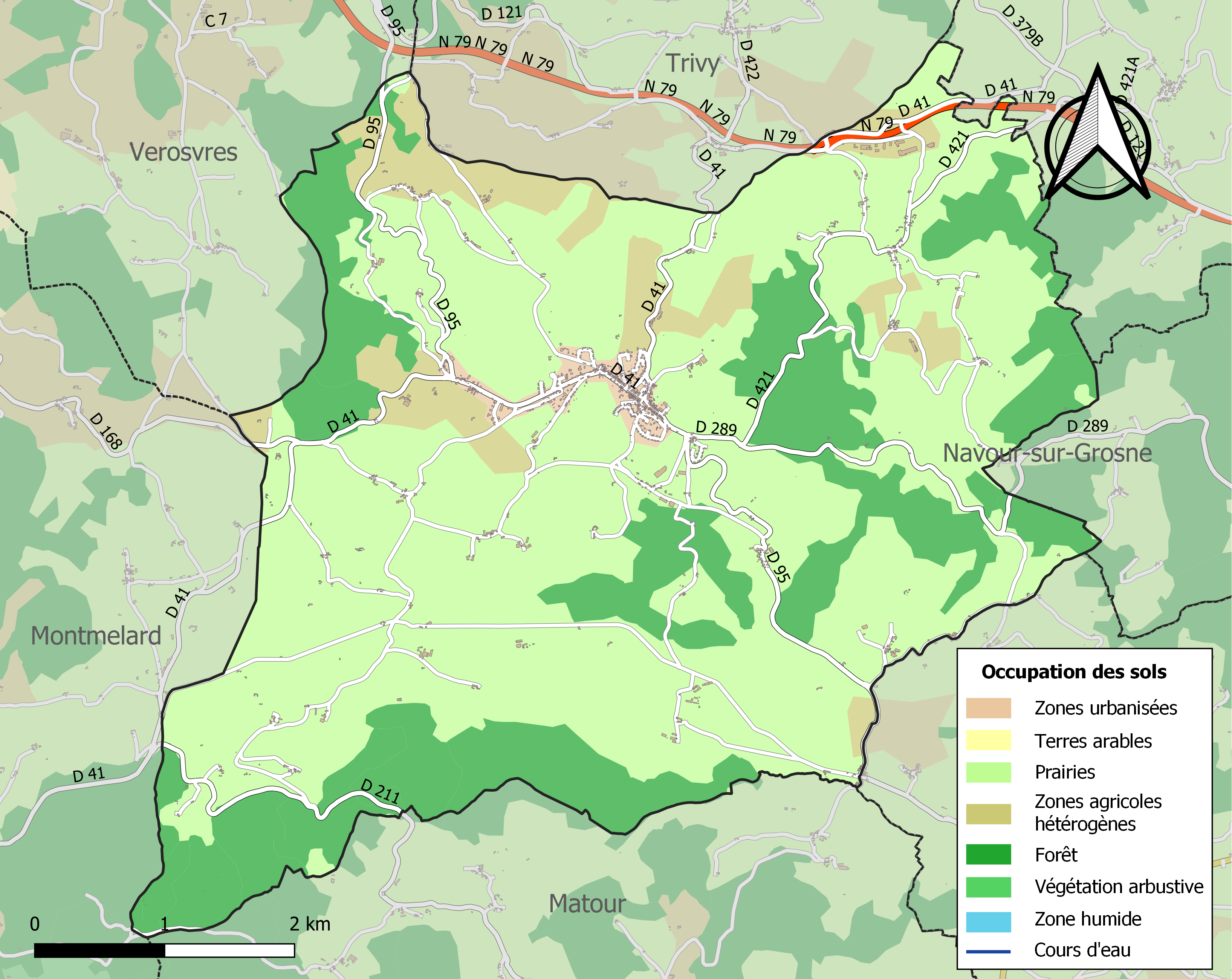
Kaart van de gemeente met de belangrijkste infrastructuur, bodemgebruik en omliggende gemeenten

## Demografie
Onderstaande figuur toont het verloop van het inwonertal (bron: INSEE-tellingen).

## Stedenbanden
- Velké Popovice (Tsjechische Republiek)

## Bezienswaardigheden
Bij Dompierre:
- La Galerie Européenne de la Forêt et du bois (Europese Galerie voor Bos en Hout)
- Het Pezanin Arboretum
- Het Mont Saint-Cyr (boven naar Montmelard)

Minder dan 30 minuten:
- De Greenway ruimte voor voetgangers, fietsen, ruiters
- De grotten van Aze
- De Solutre
- Cluny, Romeinse stad, de  Abbey
- De Wijngaard Macon en Vineyard Beaujolais
- Taize, wereldwijd oecumenisch centrum
- Saint-Point en  Kasteel huis van de dichter Alphonse de Lamartine
- Kasteel Cormatin,
- Charolles,
- Mâcon, Paray-le-Monial

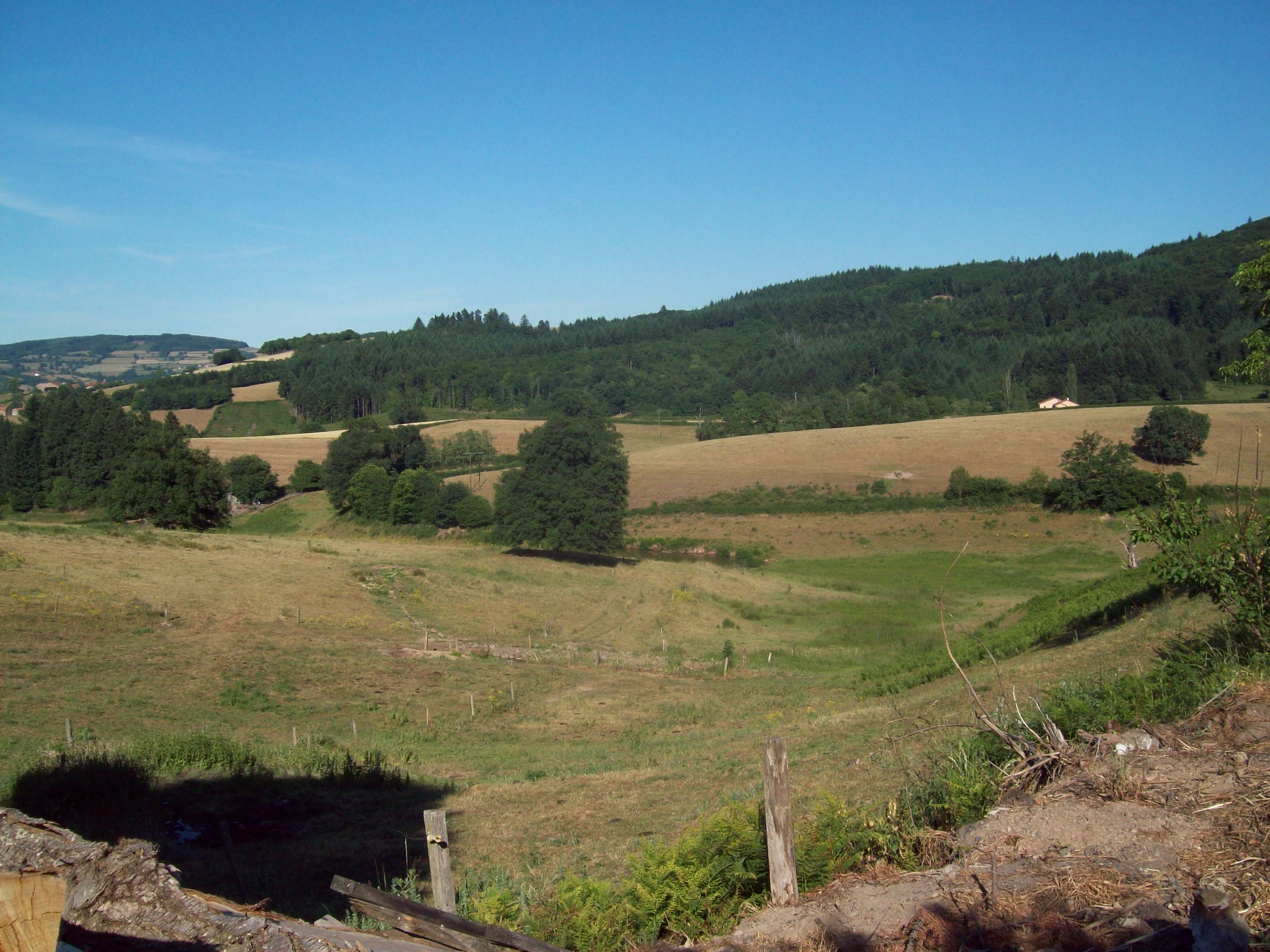
Dompierre-les-Ormes, 2011 droogte
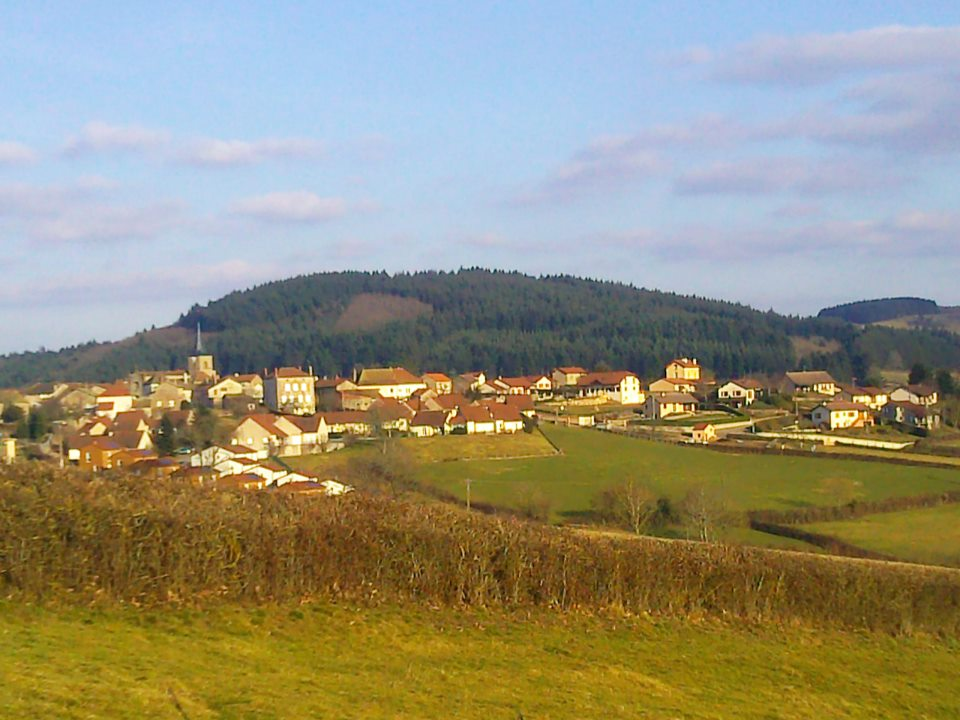
Een winteravond
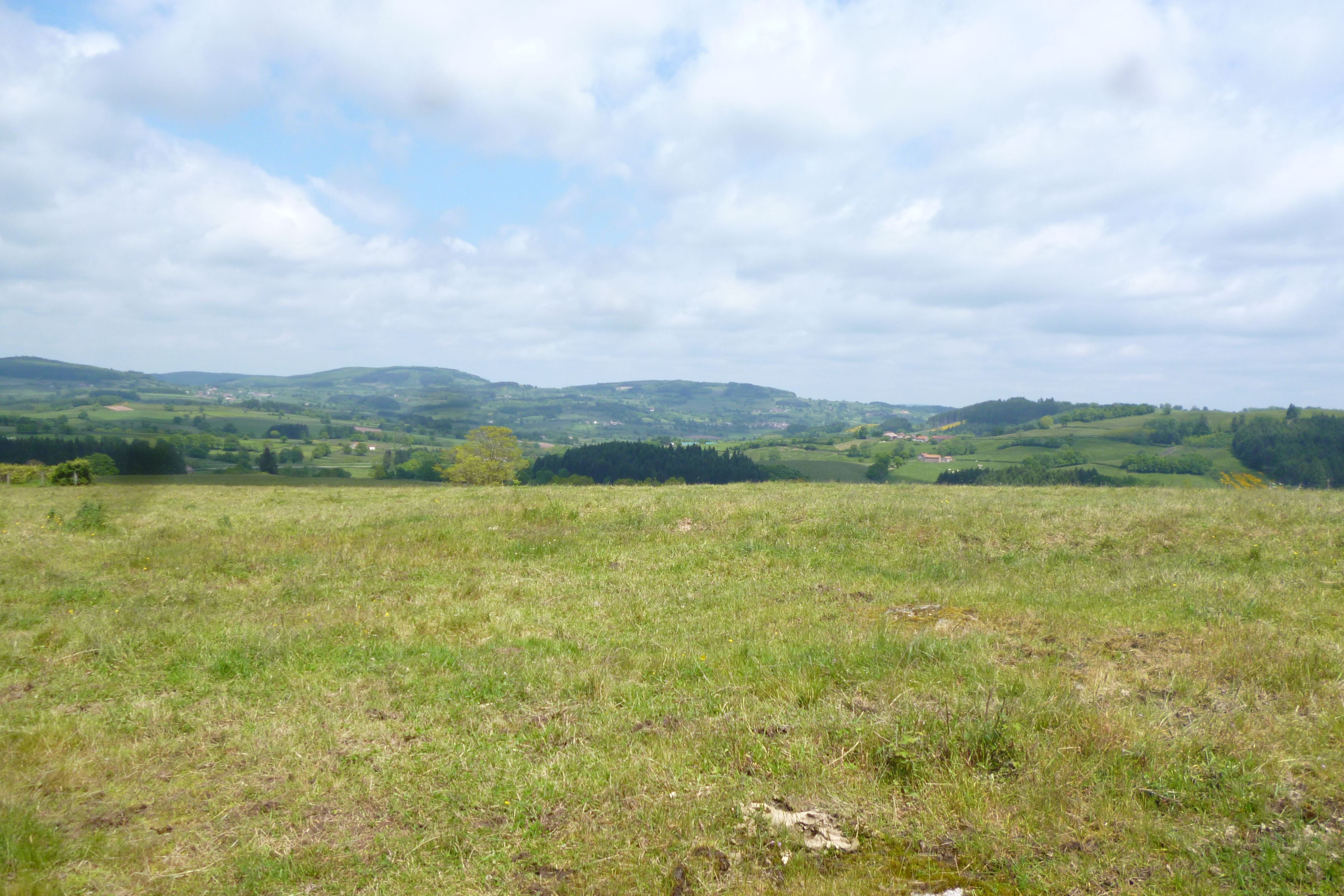
Uitzicht op de omliggende heuvels